# Pericoma becharreense
Pericoma becharreense és una espècie d'insecte dípter pertanyent a la família dels psicòdids que es troba a Àsia: el Líban.